# Joyce
Joyce is een vrouwelijke (en in zeer geringe mate mannelijke) voornaam en komt ook voor als achternaam.
De naam is afgeleid van de Bretonse naam Jodocus. Deze naam betekent "ervaren in de strijd".
Andere afleidingen van Jodocus zijn Do, Docus, Joost, Judocus, Jobst (Du), Jodoc (Du), Josse (Fr), Jodoca, Joosje, Joostje, Jocelin (Fr), Joica, Joy (En.).
Op 19 december is er een feestdag ter ere van de Heilige Judocus, in de 7de eeuw een Bretonse koningszoon en stichter van abdij St. Josse-sur-Mer.

## Bekende naamdraagsters
- Joyce Fongers, schaakster
- Joyce Silveira Palhano de Jesus (alias Joyce Moreno of Joyce), zangeres, gitarist en songwriter
- Joyce Sylvester, Eerste Kamerlid voor de PvdA
- Joyce Carol Oates, schrijfster
- Joyce De Troch, bekende Vlaming

## Achternaam
- James Joyce, Ierse schrijver
- William Joyce, Amerikaanse nationaalsocialist
- Warren Joyce, Engelse voetballer
- Yootha Joyce, Engelse actrice
- Dan Joyce, Engelse acteur